# Христианский фронт
«Христианский фронт» (англ. Christian Front) — антисемитское политическое объединение, действовавшее в Соединённых Штатах с 1938 по 1940 год. Было основано под влиянием радиопроповедника Чарльза Кофлина. Базировалось в основном в Нью-Йорке. Многие из его членов были ирландско-американскими католиками. Их деятельность включала распространение публикаций единомышленников и участие в митингах. После того, как американское правительство начало расследование в конце 1930-х годов, несколько членов были арестованы и привлечены к ответственности. Суды над этими участниками дискредитировали всё движение, и к концу 1940 года «Христианский фронт» прекратил свою деятельность.

## История
«Христианский фронт» был основан в ноябре 1938 года по инициативе священника и радиопроповедника Чарльза Кофлина, который призвал к «крестовому походу против антихристианских сил Красной революции» в номере своей газеты «Social Justice» от 23 мая 1938 года. «Христианский фронт» включал несколько тысяч человек и состоял в основном из американцев ирландского происхождения из Нью-Йорка. Они продавали газету «Social Justice» устраивали бойкоты еврейских предприятий, проводили парады и митинги. Члены объединения не делали различий между «красными» и евреями. Их митинги приветствовали участников из организаций-единомышленников, таких как «Немецко-американский союз» и «Крестоносцы за американизм». Они слушали ораторов, осуждавших евреев как международных банкиров, поджигателей войны и коммунистов, высмеивали президента Рузвельта как Розенвельта (Rosenvelt) и восхваляли Франсиско Франко и Адольфа Гитлера. Римско-католический епископ Бруклина Томас Моллой был видным сторонником организации, и его епархиальная газета «Tablet» отреагировала на обвинения «Христианского фронта» в антисемитизме: «Ну и что из этого? Какой же закон был нарушен?».
Фронт также преследовал профсоюзы и пытался заменить профсоюзных лидеров, которых считали евреями или слишком радикальными, на «христианское руководство».
«Христианский фронт» участвовал в нацистском митинге 20 февраля 1939 года, проведенном в Мэдисон-сквер-гарден «Немецко-американским союзом». По словам журналиста Джеймса Векслера, «Христианский фронт» был главным инструментом в претворении идеи Кафлина в жизнь. Он писал, что это «динамическое ядро движения. Оно созывает митинги, наводняет город листовками и сплачивает толпу под своей подписью». В течение нескольких месяцев 1939 года евреи подвергались преследованиям и нападениям на улицах Нью-Йорка лицами, как правило, связанными с Фронтом. Инциденты с применением насилия, включая избиения и ножевые ранения. Полиция Нью-Йорка внедрилась в организацию, что дало более ста обвинительных приговоров за нападения.
В сентябре 1939 года редакторы журнала «Equality» опубликовали 15-страничное письмо кардиналу Нью-Йорка Фрэнсису Спеллману с просьбой изложить свою позицию в отношении Фронта и предупреждением о том, что действия последнего могут «привести к жестоким кровавым беспорядкам, каких в городе никогда не было». В письме говорилось, что 90 % членов Фронта были католиками, и сообщалось, что «продолжающееся молчание по этому чрезвычайно серьезному вопросу... будет истолковано как неявная санкция на деятельность Христианского фронта в этом городе». Среди тех, кто подписал письмо, были Франц Боас, Беннет Серф, Мосс Харт, Лилиан Хеллман и Дороти Паркер. В ноябре Бруклинская церковь и Федерация миссий, которая представляла почти все протестантские общины в этом районе, предостерегли протестантов от поддержки Фронта, назвав его «злым и нехристианским». Журнал «Look» в сентябре и октябре освещал насилие, осуществляемое Фронтом, включая публикацию фотографий. В декабре, после того как нью-йоркская радиостанция WMCA объявила, что больше не будет транслировать еженедельные проповеди Кафлина, члены «Христианского фронта» каждое воскресенье в течение нескольких недель организовывали акции протеста в офисах радиостанции, её рекламодателей и в фирмах, принадлежащих евреям.
Фракция «Христианского фронта», которая поддерживала сотрудничество с «Немецко-американским союзом» и эскалацию насилия против евреев и коммунистов, раскололась в 1939 году. Отколовшуюся группу возглавил Джо Маквильямс. Кафлин отказался принимать пожертвования от участников группы.

## Расследование правительства
По настоянию прокурора США в Нью-Йорке Министерство юстиции США приняло решение противодействовать Фронту. 28 декабря 1939 года генеральный прокурор США Фрэнк Мерфи объявил, что большая коллегия присяжных в Вашингтоне, округ Колумбия, заслушает доказательства фактов организованного антисемитизма и других действий, которые могут быть результатом подстрекательства иностранных агентов. Он пообещал найти способы привлечь к ответственности тех, кто причастен к этой деятельности, используя налоговый кодекс и любые законодательные акты, которые могут оказаться полезными. В январе 1940 года федеральные агенты арестовали 17 жителей Бруклина, большинство из которых были членами Фронта, и обвинили их в заговоре с целью «свергнуть, подавить и силовыми методами уничтожить правительство Соединённых Штатов» и планировании кражи оружия и боеприпасов для осуществления этой цели. Джон Гувер предположил, что в Бостоне и Филадельфии среди членов Фрона были коллаборационисты. Среди их тайника с оружием были старая сабля и спрингфилдская винтовка 1873 года. В ответ на аресты Кафлин выступил с заявлением о поддержке Фронта, назвав его «проамериканским, прохристианским, антикоммунистическим и антинацистским». Католический журнал «Commonweal» выразил сочувствие арестованным, заявив в редакционной статье, что Кафлин, «Tablet» и «Social Justice» несут ответственность за создание этой группы «загипнотизированных людей».
Один из правительственных чиновников неофициально признал, что Фронт действительно преследуется за антиамериканизм. В обвинениях не упоминались антисемитизм или Кафлин. Присяжные сочувствовали подсудимым и не вынесли вердикт. Федеральное правительство сняло свои обвинения в 1941 году, после чего новый генеральный прокурор Роберт Джексон назвал обвинения «немного фантастическими». Историк Ричард Стил назвал суд упражнением в «связях с общественностью», преувеличивающим опасность, исходящую от «жалкой банды». По мнению историка Фрэнсиса МакДоннелла, «судебный процесс показал, что христианские фронтеры были группой неуравновешенных чудаков, и успешно дискредитировал все движение».